# Stop the Clocks
Stop the Clocks är ett samlingsalbum av det brittiska rockbandet Oasis, utgivet i november 2006.
Oasis har alltid sagt att samlingsalbum inte varit deras grej, men släppte ändå Stop the Clocks 2006. Enligt Noel Gallagher gjorde de det för att avsluta kontraktet som de skrev med Sony BMG innan de blev kända. Noel Gallagher valde ut de låtar som han tyckte bäst om och som han tyckte representerade Oasis på bästa sätt. Albumet blev som bäst tvåa på den brittiska albumlistan.
Samtidigt som skivan släpptes också en ep innehållande bland annat en liveinspelning av "Some Might Say" från 1995 och demon till "Cigarettes & Alcohol". Även en dokumentär om bandets turnéliv släpptes, Lord Don't Slow Me Down.

## Låtlista

### Skiva ett
1. "Rock 'n' Roll Star" - 5:22
2. "Some Might Say" - 5:25
3. "Talk Tonight" - 4:20
4. "Lyla" - 5:10
5. "The Importance of Being Idle" - 3:39
6. "Wonderwall" - 4:17
7. "Slide Away" - 6:25
8. "Cigarettes & Alcohol" - 4:49
9. "The Masterplan" - 5:21

### Skiva två
1. "Live Forever" - 4:35
2. "Acquiesce" - 4:24
3. "Supersonic" - 4:41
4. "Half the World Away" - 4:20
5. "Go Let It Out" - 4:35
6. "Songbird" - 2:05
7. "Morning Glory" - 5:03
8. "Champagne Supernova" - 7:26
9. "Don't Look Back in Anger" - 4:47